# Общественный омбудсмен в сфере защиты прав высокотехнологичных компаний-лидеров
Обще́ственный омбудсме́н в сфе́ре защи́ты прав высокотехнологи́чных компа́ний-ли́деров — должность, назначение на которую осуществляется Уполномоченным по защите прав предпринимателей в России. Лицо, занимающее эту должность на общественных началах, защищает права и интересы высокотехнологичных компаний-лидеров в органах государственной власти и общественной повестке.
Должность учреждена в декабре 2019 года, назначение получила первый заместитель генерального директора компании «Иннопрактика» Наталья Попова.

## История
Впервые идея о введении должности «хайтек»-омбудсмена была высказана в 2018 году, когда разрабатывалась концепция создания Ассоциации «Быстрорастущих технологических компаний (национальных чемпионов)». «Иннопрактика» оказывала её учредителям юридическую и экспертную поддержку на этапе создания Ассоциации.
В результате должность «хайтек»-омбудсмена была учреждена в декабре 2019 года на базе института Уполномоченного при Президенте Российской Федерации по защите прав предпринимателей (эту функцию исполняет Борис Титов). Назначение получила Наталья Попова — первый заместитель генерального директора компании «Иннопрактика». По её словам, решению об учреждении новой должности предшествовало исследование «ядра» технологического бизнеса — малых и средних предприятий, действующих в сфере инноваций и высоких технологий.

Мы поняли, что они нуждаются в защите своих прав. Чтобы реализовать данные задачи с большей эффективностью несколько месяцев назад мы совместно с Экспертным центром Бориса Юрьевича Титова и коллегами из Института менеджмента инноваций НИУ ВШЭ инициировали создание института Омбудсмена по защите прав высокотехнологичных компаний-лидеров.
— Наталья Попова
Попова сообщила, что компания «Иннопрактика» в своей работе помимо технологической составляющей в какой-то момент превратилась в «центр сбора всех проблем». Одной из важнейших проблем данного сегмента компаний являются заниженные критерии для квалификации в качестве субъектов малого и среднего предпринимательства, в результате чего компании быстро перерастают их, лишаясь существенных льгот и поддержки ряда институтов развития. Принято считать, что таким состоявшимся проектам уже ничто не грозит, однако, как отмечает Попова, они «не доросли ещё до топ-200 списка Forbes» и не могут считаться крупным бизнесом, а значит, всё ещё находятся в «долине смерти». 
Это подтверждает и Борис Титов, отмечая, что специфика предпринимательской деятельности в сфере высоких технологий и инноваций обуславливает необходимость появления специального «хайтек»-омбудсмена:

Технологический предприниматель — ключевая фигура в современной экономике. Такие предприниматели могут демонстрировать быстрый рост, но они же и претерпевают особые отраслевые риски. Наиболее типичные из них — вложение большей доли прибыли в исследования и разработки, необходимость отстаивания прав на интеллектуальную собственность, сложность выхода на экспорт. Все это предопределяет необходимость создания для них специальной системы защиты прав и интересов.
— Борис Титов
Помощь высокотехнологичным компаниям-лидерам в преодолении отрезка роста от среднего до крупного бизнеса — главная задача «хайтек»-омбудсмена. Зона его ответственности — так называемые компании-«национальные чемпионы». Данные компании прошли экспертный отбор в рамках Приоритетного проекта Минэкономразвития «Национальные чемпионы», в ходе которого оценивались их экономические и технологические показатели. В рамках Приоритетного проекта было отобрано более 80 компаний-«национальных чемпионов». В 2021 году Ассоциация «Быстрорастущих технологических компаний (национальных чемпионов)» и компания «Иннопрактика» отобрали дополнительно ещё 15 «национальных чемпионов». Как правило, среднегодовая выручка «национальных чемпионов» составляет от 500 млн до 30 млрд рублей. Несмотря на то, что количество таких компаний в любом случае составляет доли процента, именно они, по словам Поповой, являются «драйверами экономики», а потому необходима их целенаправленная поддержка.

## Функции омбудсмена
По результатам опроса, проведённого Ассоциацией «Быстрорастущих технологических компаний (национальных чемпионов)», были выявлены следующие приоритетные направления поддержки:
1. стимулирование спроса на инновации и финансирование НИОКР;
2. расширение доступа к финансовым ресурсам для развития предприятий;
3. стимулирование экспорта высокотехнологичных товаров и услуг[2].

В результате задачи «хайтек»-омбудсмена были сформулированы так:
- Выявление основных системных проблем ведения предпринимательской деятельности технологичных и инновационных компаний;
- Защита прав и законных интересов предпринимателей в сфере высокотехнологичного бизнеса и инноваций;
  - Ликвидация избыточных регуляторных требований;
  - Расширение доступа к финансовым ресурсам;
  - Введение налоговых стимулов[6].

Наталья Попова на ближайшие годы ожидает наибольшего развития от высокотехнологичных компаний, работающих в отраслях разработки медицинских препаратов с использованием искусственного интеллекта (включая лечение онкозаболеваний), беспилотных летательных аппаратов и образовательных продуктов.

## Деятельность
В конце мая 2020 года президенту Владимиру Путину был представлен специальный доклад «Проблемы регулирования и правоприменительной практики, сдерживающие развитие высокотехнологичных компаний в Российской Федерации», составленный совместно Борисом Титовым и Натальей Поповой. В докладе изложен взгляд авторов на проблемы высокотехнологичного бизнеса:

- недостаточная доступность источников финансирования, как со стороны государства, так и со стороны коммерческих банков;
- отсутствие налоговых стимулов для поддержки высокотехнологических компаний;
- административные ограничения во внедрении инноваций и в реализации результатов интеллектуальной деятельности, полученной при выполнении госзаказов;
- отсутствие механизмов стимулирования спроса на инновационную продукцию;
- недостаточная развитость механизмов комплексной поддержки высокотехнологичных компаний, например, инжиниринговых центров;
- недостаточная поддержка высокотехнологичного экспорта.

и предложен комплекс мер по их преодолению. По мнению обозревателя журнала «Эксперт» Александра Механика, доклад был подготовлен вовремя, поскольку государство не сможет помочь выйти из кризиса всем предприятиям. Аналитик соглашается, что приоритет помощи должен быть отдан высокотехнологичным компаниям:

…Если закроется какое-то высокотехнологическое предприятие, в обеспечении работы которого важную роль играют знания, опыт и специальные навыки персонала — научных работников, инженеров, рабочих, — восстановить производство будет крайне сложно. В тех мерах поддержки бизнеса, которые сейчас уже объявлены государством, не хватает акцента на поддержку таких предприятий. Люди, вовлеченные в работу сложных технологических цепочек, должны цениться на вес золота. Их подбирают штучно. А мы их можем потерять. Они могут либо, как в 1990-е, забросить профессию и заняться чем-то ради заработка, либо просто уехать. Мы можем потерять ещё одно поколение ученых и специалистов. Вот почему так актуален подготовленный доклад, и хочется надеяться, что руководство государства к нему прислушается.
— Александр Механик, журнал «Эксперт»
Для рассмотрения доклада в сентябре 2020 года первым заместителем председателя Правительства Российской Федерации Андреем Белоусовым была создана оперативная рабочей группа во главе с заместителем руководителя Аппарата Правительства Российской Федерации Алексеем Уваровым. Заместителем руководителя рабочей группы назначена Наталья Попова. В состав группы из 11 человек вошли чиновники, управленцы и экономисты уровня заместителей министров, директоров и проректоров ведущих экономических вузов.